# Diederich Heinrich Schrader
Diederich Heinrich Schrader (* 20. April 1801 in Hannover; † 4. April 1847 ebenda) war Schwimmmeister der Kadettenanstalt in Hannover und rettete im Laufe seiner Dienstzeit 560 Menschen das Leben vor dem Ertrinken in der Ihme.

## Leben

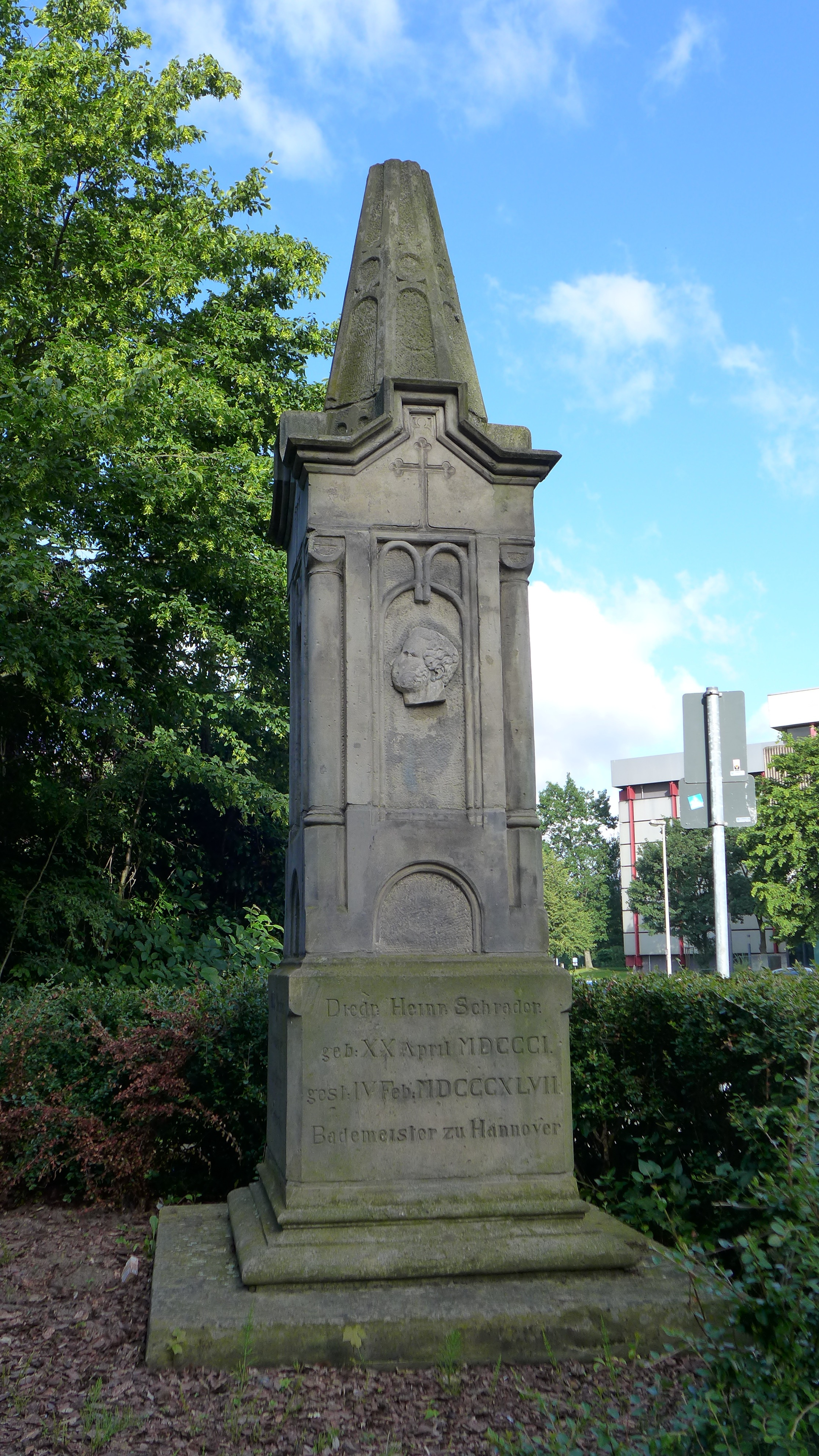
Bademeister-Schrader-Denkmal in Hannover

Diederich Heinrich Schrader war der Sohn des Tambours im Garderegiment und Badeaufsehers Heinrich Schrader aus Rössing. Ab 1819 war er als Badeaufseher an einer der Flussbadeanstalten der Ihme in den Ohewiesen im Süden Hannovers (nahe dem damaligen Neuen Tor) tätig, von denen es im 19. Jahrhundert allein vier in dieser Gegend gab (Militärbad, Schrödersche Badeanstalt, Städtisches Freibad und eben die Schradersche Badeanstalt). Hier soll er während seiner fast 30-jährigen Dienstzeit 560 Menschen das Leben vor dem Ertrinken gerettet haben.
Nach seinem Tode wurde 1849 ein Denkmal an der heutigen Waterloostraße (Ecke Bruchmeisterallee, gegenüber der Niedersächsischen Landesbibliothek) aufgestellt, das an ihn erinnert. Die Inschrift des Obelisken lautet: „Mit diesem Denkmal ehrt das Volk die Berufstreue eines seiner Mitbürger. – DLX [560] Menschen verdanken ihm ihre Rettung aus Todesgefahr.“ Der hannoversche Archivar und Historiker Georg Schnath (1898–1989) schildert in seinen Erinnerungen Das alte Haus (s. u. Literatur) die Wirkung Schraders noch in seine Kindheit und Jugend hinein und korrigiert dabei ein Stück „Heldengeschichtsschreibung“, als er über Schrader schreibt: „Schrader, … dessen schlichtes Denkmal am Neuen Tor gegenüber der Kriegsschule rühmend hervorhebt, daß er 560 Menschen vom Tode des Ertrinkens gerettet habe – aber nicht, daß er jedem einzelnen von ihnen hinterdrein als warnende Lehre eine tüchtige Tracht Prügel zu verabfolgen pflegte!“ Und der Militärarzt Louis Stromeyer (1804–1876) teilt in seinen Erinnerungen mit: „Ich lernte nun sehr eifrig das Schwimmen, der berühmte Bademeister Schrader war mein Lehrer. Dieser hat über 500 Ertrinkenden das Leben gerettet, die dankbare Bürgerschaft hat ihm ein Monument gesetzt auf dem Weg zum Badeplatze. Ich habe mir oft gedacht, ach wärst du doch lieber Bademeister geworden als Arzt!“
Die Bademeister-Sippe Schrader setzte sich in Hannover noch fort. Diederich Heinrich Schraders Neffe Alfred Schrader war bis zu seinem Tod 1901 Aufseher des städtischen Badeplatzes an der Ihme.